# Estado Independiente de Croacia
El Estado Independiente de Croacia (NDH, del croata Nezavisna Država Hrvatska) fue un Estado títere de la Alemania nazi formado tras la derrota del Reino de Yugoslavia a principios de la Segunda Guerra Mundial. Fue gobernado por la Ustacha, movimiento fascista basado en un nacionalismo extremo, un discurso de cariz religioso y un historial de gran violencia.
El establecimiento del NDH fue proclamado el 10 de abril de 1941, cuatro días después del ataque del Eje a Yugoslavia y poco antes de la entrada de las tropas alemanas en la ciudad. El caudillo del nuevo Estado fue Ante Pavelić, que regresó con las tropas italianas de su exilio el 13 de abril de 1941, tras prometer a Mussolini la posesión de Dalmacia. Oficialmente fue un reino con un soberano en la figura de Tomislav II de Croacia de la Casa de Saboya —primo segundo del rey de Italia Víctor Manuel III de Italia—, pero este no poseía en realidad ningún poder y nunca visitó Croacia.
El Estado incluyó la totalidad de la actual Bosnia y Herzegovina y gran parte de Croacia, mientras que el sur de Dalmacia quedó anexionada a Italia, y Međimurje y Baranya del sur pasaron a Hungría. La mitad septentrional del NDH se encontraba bajo la zona de influencia militar alemana, con la Wehrmacht ejerciendo la ocupación, mientras que la mitad meridional era controlada por el Ejército de la Italia fascista. Tras la capitulación de Italia en 1943, el NDH absorbió Dalmacia septentrional —Split y Šibenik—. El país se encontró en todo momento ocupado militarmente por el Eje, primero por tropas italianas y alemanas y, tras la capitulación italiana, únicamente por las segundas.
A pesar de su anterior apoyo durante la década de 1930, el Gobierno italiano reclamó y obtuvo del Gobierno ustacha amplios territorios costeros con mayoría de población croata, además de alcanzar pactos con los chetniks de la región.
Durante prácticamente toda su existencia, el NDH fue un gran campo de batalla de diversos grupos armados, incluyendo las fuerzas del nuevo Estado, y lugar de grandes operaciones de «limpieza étnica», fundamentalmente a manos del régimen de Pavelić. Estas se debieron fundamentalmente a lo exiguo de la población croata —apenas un 50 % de la población del nuevo país— que chocaba con la visión ustacha de un Estado nación uniforme.
El Estado Independiente de Croacia dejó de existir en mayo de 1945, con el avance de las fuerzas partisanas de Tito, seguidas por el Ejército Rojo soviético. Ese mismo año se creó la República Democrática Federal de Yugoslavia.

## Creación y rivalidad italo-germana
El establecimiento del NDH fue proclamado el 10 de abril de 1941, cuatro días después del ataque del Eje a Yugoslavia, por Slavko Kvaternik, lugarteniente de la Ustacha, por indicación del representante alemán en Zagreb, Edmund Veesenmayer, y poco antes de la entrada de las tropas alemanas en la ciudad. Hasta poco antes de la invasión, Hitler no había contemplado la división de Yugoslavia y había evitado el ataque italiano al país. El golpe de Estado del 27 de marzo le llevó a considerar al nuevo Gobierno de dudable lealtad al Eje y, tras ofrecer en vano la anexión de Croacia a la Hungría de Miklós Horthy, plantearse su establecimiento como país independiente.
Proclamado durante el ataque alemán a Yugoslavia, el nuevo Estado croata, con capital en Zagreb, se hallaba teóricamente en el área de influencia italiana. El control italiano, sin embargo, no pudo hacerse efectivo por la debilidad económica de Mussolini y los intereses alemanes en explotar Croacia para su beneficio. A pesar de las reiteradas declaraciones alemanas sobre la pertenencia de Croacia al área de influencia italiana, el Reich deseaba mantener el control de las materias primas. Ya a comienzos de 1942 todas las materias primas principales y gran parte de la industria del país se encontraban bajo control alemán. Avanzado el año y gracias a la excusa del aumento de la resistencia a la ocupación, los alemanes lograron también hacerse con el control de las fuerzas armadas croatas, a pesar del recelo italiano.
El Estado, a pesar de su teórica independencia, era poco más que un condominio ítalo-germano. El reparto de las zonas de influencia de cada miembro del Eje se había realizado en la reunión de los ministros de Exteriores del Eje en Viena el 21 y 22 de abril de 1941. De todos los Estados bajo ocupación militar del Eje, sin embargo, fue el que contó con mayor autonomía interna. Estas conversaciones confirmaron la entrega de Bosnia-Herzegovina al nuevo Estado, así como el trazado de su frontera oriental con Serbia.
La zona costera, que quedó mayoritariamente en manos italianas, fue subordinada a las autoridades militares de este país, que trataron de dificultar la extensión de la nueva administración croata en esta región. Los tratados de Roma (en croata: Rimski ugovori) del 18 de mayo de 1941 fijaron la relación entre el NDH e Italia, entre otras cosas la cesión de territorios de población croata a Italia, principalmente en la costa adriática, concesión al anterior apoyo italiano a Pavelić. Las cesiones territoriales fueron una de las condiciones impuestas por los italianos para reconocer la inclusión de Bosnia-Herzegovina en el nuevo Estado croata. El 12 de abril, Hitler había dispuesto que fuesen los italianos los que decidiesen el destino de la provincia, tras descartar al principio que formase parte el nuevo Estado croata. El NDH se comprometía además a no formar una Marina de guerra propia, destruir las defensas costeras y a ceder el control de sus aguas territoriales a los italianos. Los acuerdos incluían también el nombramiento del duque italiano como rey formal, pero sin poderes, de Croacia. En los territorios cedidos a Italia, esta llevó a cabo una brutal ocupación con el objetivo de «italianizarlos», que incluyó el internamiento de entre 30 000 y 40 000 croatas en Italia o la protección varios miles de tropas chetniks que cometieron atrocidades contra croatas y musulmanes.
Italia controlaba territorialmente además de las zonas cedidas, la llamada zona II (la costa), y parcialmente la zona III (una franja paralela en el interior), con efectos devastadores para la economía del nuevo país. Las tropas italianas también cometieron crímenes de guerra en la zona bajo su control y, además, no pudieron evitar los numerosos crímenes perpetrados por las autoridades croatas en la región, especialmente abundantes en 1941.
Las diferencias entre los dos socios principales del Eje en Europa en su relación con Dalmacia e Istria, la franja costera, donde vivían desde hacía siglos millares de ítalo-dálmatas, además de la mayoría de etnia eslava, se vieron aún más emponzoñadas durante las campañas contra los partisanos de la primera mitad de 1943, cuando los italianos rechazaron romper sus relaciones con las bandas de nacionalistas serbios. Esta relación, deseada por los italianos para presionar a los nacionalistas croatas y tener a la vez un aliado local en su lucha contra los partisanos, proporcionaba a los chetniks una base segura tanto frente a los ataques de los fascistas croatas de Pavelić, como a los rivales comunistas de Tito, a la vez que una fuente de armamento.

## Política interior

### Creación del Estado y sus pilares

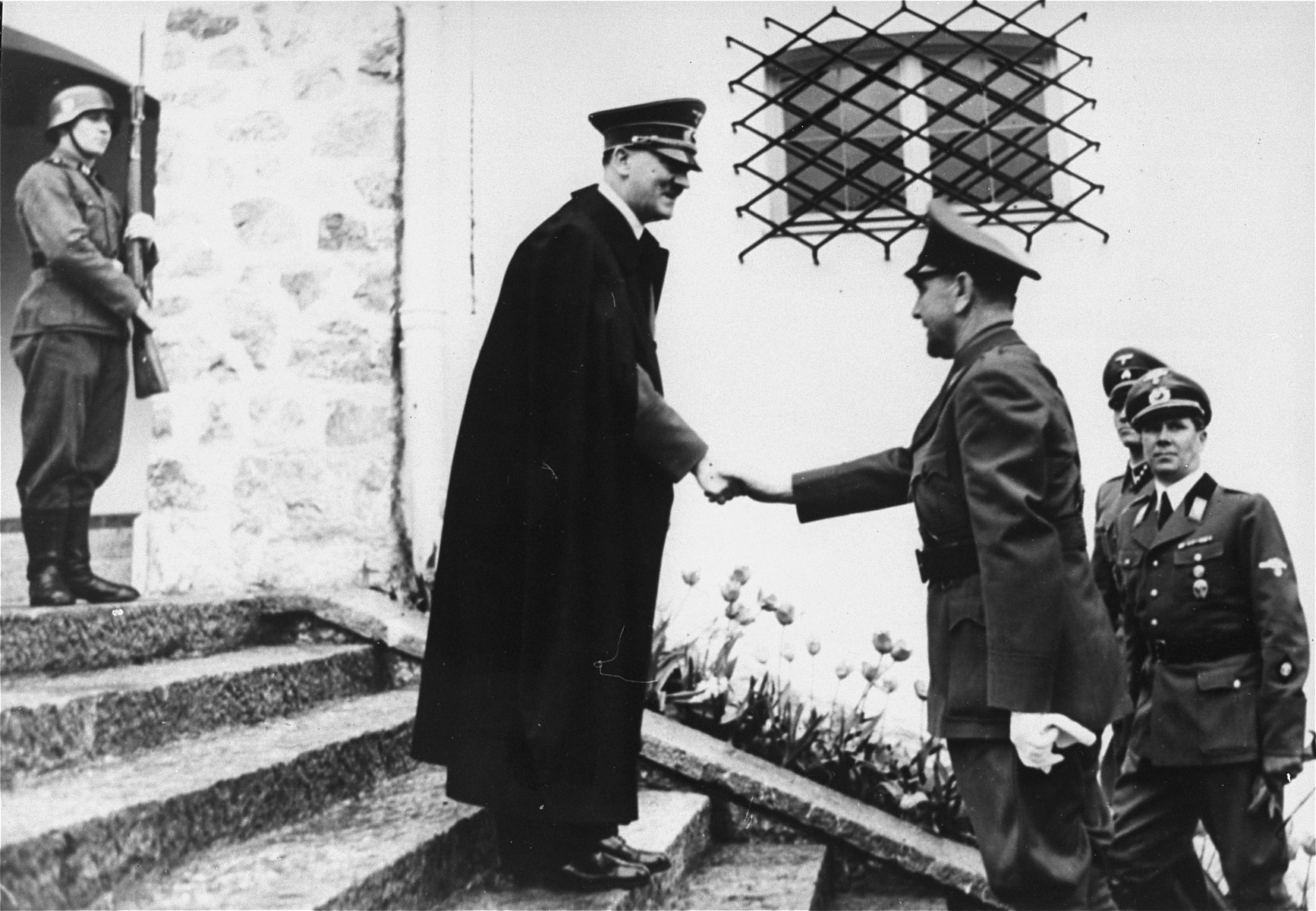
El caudillo croata Pavelić (derecha) estrechando la mano a Hitler en una visita al dirigente alemán en junio de 1941.

El Estado, controlado desde su proclamación por la organización fascista Ustacha, se caracterizaba principalmente por un odio feroz a los serbios, un nacionalismo extremo, unidos a un antisemitismo más tardío y quizá debido a la influencia nazi alemana y una forma de gobierno totalitaria. Este Estado de terror recibió el apoyo de la Iglesia católica croata, cuyo arzobispo Aloysius Stepinac fue colaborador directo del régimen en sus comienzos, distanciándose más tarde, aunque apoyando en todo momento la independencia del Estado y su ideología católica. El régimen, ante la escasa población croata en el Estado, proclamó a los musulmanes de Bosnia (15 % de la población) miembros de la nación croata, excluyéndoles de la persecución extrema a la que sometió a serbios, judíos y gitanos. Esta se sustentaba en unas leyes proclamadas poco después de la independencia (18 y 30 de abril), similares a las Leyes de Núremberg alemanas.
| Proporción de población bosnia de cada comunidad en 1931 Según Hoare, p. 48. |
| ---------------------------------------------------------------------------- |
|                                                                              |

El movimiento ustacha había sido marginal antes del ataque alemán de 1941, siendo conocido prácticamente solo por sus ataques terroristas, entre los que se incluyó el asesinato del rey Alejandro I y el ministro de Exteriores francés Barthou en 1934, en represalia por el asesinato de Stjepan Radić en 1928, en el Parlamento de Belgrado. Solo el apoyo de Mussolini, intermitente y debido a su deseo de desestabilizar a su vecino yugoslavo, permitió perdurar a la organización de Pavelić. La relación, sin embargo, era de pura conveniencia: Mussolini pretendía anexionarse parte del territorio yugoslavo y controlar a los croatas, mientras que estos no tenían intención alguna de convertirse en títeres del italiano, solo utilizar su apoyo en armas, entrenamiento, dinero y diplomacia. La tendencia a la violencia del movimiento se debió originalmente a ser la manera de ganar relieve nacional e internacional, dado su escaso tamaño.
Los alemanes solo acudieron a Pavelić y sus ustachas después de que el principal partido croata de antes de la guerra, el Partido Campesino Croata, les negase su colaboración. Solo entonces los alemanes habían permitido la proclamación del nuevo Estado por Pavelić, traído, junto con sus partidarios, de Italia. El Estado dependía de los alemanes para su supervivencia.
La formación de Pavelić era exigua, no más de 10 000 miembros en el momento de la independencia, no contaba con apoyo popular significativo y solo al comienzo del periodo independiente pudo contar con el respaldo del ala derecha del Partido Campesino Croata y de parte del clero católico y los intelectuales, aunque el deseo independentista era amplio en 1941.
Estado totalitario, los partidos y organizaciones diferentes de la ustacha fueron prohibidos. El poder político del país se concentraba en Pavelić, caudillo del Estado, y su camarilla de veteranos del exilio, leales a aquel. Nunca contó con una Constitución, limitándose Pavelić a jurar los principios de su movimiento, declarados ley suprema del Estado. Sin Parlamento al comienzo, este, el Sabor, apenas se reunió unas semanas a comienzos de 1942, con la intención de aumentar la popularidad del régimen mediante la resurrección del tradicional parlamento croata disuelto en 1918 y reclamado durante el periodo yugoslavo por los partidos croatas. El Parlamento, elegido según los deseos de Pavelić, tuvo una mayoría escogida de ustachas y simpatizantes. Únicamente aprobó una ley durante su corta existencia y no fue reunido como cámara con poder real, sino por simple propaganda. Las leyes y decretos se aprobaban directamente por Pavelić o por orden suya; los ministros y secretarios de Estado eran nombrados también por él y el gabinete, que apenas se reunía, solo era responsable ante él, que concentraba toda la autoridad política estatal. A pesar de la existencia formal de un consejo político, el poder real estaba en manos de Pavelić.
La política, la cultura, las instituciones y la administración fueron pronto sometidas a la formación política de Pavelić que, escasa de personal, creció en parte gracias a la admisión de oportunistas y corruptos atraídos por el poder.
La persecución legal de los posibles opositores quedó aprobada por el decreto del 17 de abril de 1941 que condenaba a muerte a cualquiera que «infringiese el honor o los intereses vitales de la nación croata» y establecía varias docenas de tribunales especiales para su aplicación, que podía ser aplicada retroactivamente a delitos anteriores al decreto. La aplicación de la pena se realizaba a las tres horas de la condena.
El territorio se dividió en veintidós condados administrados por un prefecto, que no seguían las fronteras tradicionales, en parte para evitar tendencias autonomistas entre los musulmanes de Bosnia. A la administración regional se le añadió una jerarquía paralela ustacha, que a menudo contaba con mayor poder que la estatal.

### Territorios y población
| Población del NDH en abril de 1941 (aproximada) | Población del NDH en abril de 1941 (aproximada) |
| Grupo                                           | Población                                       |
| ----------------------------------------------- | ----------------------------------------------- |
| Croatas                                         | 3 000                                           |
| Serbios                                         | 2 000                                           |
| Musulmanes                                      | 500 000-800 000                                 |
| Alemanes                                        | 140 000                                         |
| Húngaros                                        | 70 000                                          |
| Judíos                                          | 35 000-36 000                                   |
| Otros (eslovenos, checos, entre otros.)         | 150 000                                         |

El nuevo Estado comprendía la mayoría de los territorios de mayoría croata, salvo parte de Dalmacia que fue anexionada a Italia. Por otro lado, también contaba con una importantísima minoría serbia, alrededor de un tercio de la población de seis millones, que se debía a la inclusión de territorios como Bosnia, Herzegovina y Krajina en el nuevo país. Este territorio pasó a formar parte del NDH por la aceptación alemana a la petición de Pavelić el 23 de abril de 1941. En el noreste, Hungría se anexionó Međimurje, parte de la Hungría austrohúngara hasta 1918. La frontera sur y este del Estado se trazó en una reunión entre Hitler y Pavelić en junio, mientras que la inclusión de Srem se debió a la entrega del territorio por Alemania más tarde. En general estas seguían el trazado antiguo entre Croacia-Eslavonia y de Bosnia-Herzegovina. Según datos alemanes de 1941, el nuevo Estado contaba con una extensión de 98 572 km² y con una población aproximada de 6 285 000 habitantes.

El gobierno italiano de Dalmacia, dividido en tres provincias: Zara, Spalato y Cattaro.

El Estado, a pesar de su proclamado carácter nacional, era en la práctica multinacional, hecho que el régimen trató de cambiar mediante diversos métodos violentos, incluyendo las deportaciones, matanzas o conversiones religiosas forzosas. Su objetivo era convertir el Estado en puramente croata y principalmente católico.
La minoría alemana (unas 170 000 personas concentradas principalmente en el este de Eslavonia, Sirmia y las ciudades del norte del país), como en otros países de la región, recibió un trato especial, gozando de una amplia autonomía (decreto del 21 de junio de 1941 y posteriores). La principal organización cultural de la minoría se había convertido al nazismo a finales de la década anterior y había mantenido estrechos contactos con instituciones alemanas, distribuyendo propaganda entre la comunidad. Muy comprometidos en las diversas unidades militares alemanas, la minoría acabó siendo en parte evacuada por las autoridades militares alemanas en retirada al final de la guerra o expulsada poco después. Ya en enero de 1945, ante los avances del Ejército soviético y los partisanos, unas 110 000 personas de las minorías fueron evacuados de Eslavonia y Sirmia. La mayoría de los que quedaron fueron enviados a campos de concentración yugoslavos tras la guerra. Los eslovacos y los húngaros recibieron, en general, buen trato, así como los rutenos (protegidos por la iglesia uniata). Los datos de población de los que se dispone son aproximados, pues no se realizó censo alguno durante la existencia del NDH.

### Situación de la población musulmana
Ante la relativa escasez de la población croata católica en el país —alrededor del 50 %— los ustacha proclamaron dos religiones de Estado: la católica y la musulmana, para incluir dentro de la población croata al 15 % de musulmanes. Esto se basaba en una consideración de cierta rama del nacionalismo croata que consideraba a los musulmanes croatas que se habían convertido al islam durante el periodo otomano. El régimen, a diferencia del trato dispensado a las demás comunidades, prometió autonomía cultural y religiosa a los musulmanes, nombrando ciertos cargos de este origen en la jerarquía del régimen.
La inclusión oficial de los musulmanes como croatas se debía a que hasta la guerra no se consideró a estos como una comunidad separada, siendo relativamente habitual que musulmanes y judíos se declarasen croatas o serbios y no como un grupo aparte. La represión del régimen no se cebó de manera especial en los musulmanes, cuyas víctimas durante la guerra se aproximaron al de su porcentaje en la población del país. Los croatas católicos quedaron, por su parte, menos afectados aún por la violencia que caracterizó el periodo.
La población musulmana fue distanciándose progresivamente del régimen de Pavelić, al comprobar que sus desmanes les ponían en peligro de las represalias de los serbios y que el Estado era incapaz o renuente a protegerlos de estas. Tras el segundo congreso del AVNOJ que proclamó la intención de los partisanos de establecer una federación en la que Bosnia-Herzegovina formaría una de las unidades, el número de musulmanes que respaldaban a la organización de Tito creció.

### Represión de las minorías
El nuevo país se creó ya con planes de genocidio de las minorías que el movimiento de Pavelić consideraba no croatas como serbios, gitanos o judíos. Esto se debía a la ideología de la formación, que veía al Estado como el hogar exclusivo de la población que consideraba croata, lo que suponía la eliminación del resto de habitantes. Los métodos crueles de eliminación de aquellos que el régimen consideraba indeseables eran apoyados, aunque fuese tácitamente, por el mismo. Inmediatamente después de la independencia, comenzó una amplia propaganda antisemita y antiserbia.
A pesar de la hostilidad del régimen hacia aquellos considerados no croatas, la definición de quién pertenecía a cada comunidad, especialmente a la serbia, nunca quedó bien perfilada, dando ocasión a un trato desigual y privilegiado a aquellos que las autoridades premiaron, frente a otros que, carentes de apadrinamiento, sufrieron el rigor de la política oficial de represión. En cualquier caso, las autoridades conocían y en diversos grados apoyaron las matanzas que llevaron a cabo sus distintas fuerzas armadas contra la población, bien de las minorías o de los considerados disidentes (fundamentalmente comunistas).
La base legal de las persecuciones fueron los tres decretos promulgados en abril de 1941: el «decreto sobre la pertenencia racial», el «decreto sobre ciudadanía» y el «decreto sobre la defensa de la sangre aria y el honor de la nación croata», basados en las leyes alemanas. Judíos y gitanos eran discriminados por considerárseles no arios, a diferencia de la «raza croata», definida oficialmente como tal. El régimen definió un ideal racial croata «nórdico-dinárico» similar al nórdico en la Alemania nazi contemporánea.

#### Persecución de los judíos
La comunidad judía se vio sometida a las medidas más duras y uniformes, impuestas por el ocupante alemán al Gobierno de Pavelić. Su represión fue más paulatina y planificada que la de la población serbia. A finales de abril, tanto en la capital como en otras localidades con población hebrea notable, las autoridades llevaron a cabo tomas de rehenes para forzar a la comunidad a pagar rescates a ciertos comités formados para ello, siendo más tarde liberados. Poco después se aprobaron las primeras medidas discriminatorias antisemitas. El 30 de abril perdieron la nacionalidad y más tarde la libertad de movimientos y de residencia.
Ya desde junio de 1941, los judíos fueron obligados a llevar una placa metálica que los identificaba. De los 35 000 que vivían en el territorio del NDH al constituirse, cerca de 28 000 murieron a manos de las autoridades o fueron enviados a los campos de concentración alemanes, logrando 4000 huir, muchos de ellos gracias a la connivencia italiana. Italia acogió a los fugados del territorio bajo control alemán, pero impidió su paso a Italia o su emigración. El Gobierno de Zagreb pagó una compensación de treinta marcos por cada judío deportado.
La intención del régimen ustacha fue la de eliminar totalmente a la población judía del país. Las primeras detenciones masivas tuvieron lugar entre junio —tras el ataque alemán a la URSS— y septiembre de 1941, en las que los arrestados fueron enviados a los nuevos campos creados por las autoridades. En Bosnia las detenciones se realizaron algo más tarde, entre agosto y noviembre de 1941. La mayoría de la población, urbana y políticamente indefensa, fue deportada a Auschwitz en el verano de 1942, habiéndose comenzado su hostigamiento ya en mayo. A finales de 1942, prácticamente toda la población judía había sido asesinada, enviada a Auschwitz o encarcelada. Tras la rendición italiana en el otoño de 1943, las autoridades alemanas y croatas deportaron a los campos de exterminio a los judíos que se habían refugiado en los territorios bajo control italiano. Hasta ese momento, el Gobierno de Zagreb había solicitado repetidamente la entrega de los judíos por parte de los italianos, a los que acusó de projudíos y antialemanes. Los italianos, por su parte, habían solicitado en vano la entrega de los judíos croatas, solicitud rechazada por Zagreb por su acuerdo de deportación con Alemania.

#### Persecución de los gitanos
Solo la minoría gitana sufrió una destrucción de la misma magnitud de la comunidad judía. Las primeras leyes raciales ustachas incluían a toda la comunidad gitana pero en 1941 las autoridades decidieron librar de ellas a los sedentarios (una minoría). Aquellos que habían adoptado la fe musulmana fueron excluidos de las medidas represivas por el Gobierno, como medida para ganarse la simpatía de la comunidad islámica. El 3 de julio de 1941, el Ministerio de Interior ordenó a toda la población gitana presentarse ante la policía de la capital el 22 y 23 de ese mes. A la vez se ordenó la redacción de fichas detalladas sobre cada persona de la comunidad. Por motivos aún no establecidos, las autoridades comenzaron las detenciones en masa y las deportaciones casi un año más tarde, en mayo de 1942. El 16 de mayo el Ministerio de Interior y la policía secreta ordenaron el traslado de toda la población gitana al campo de concentración de Jasenovac. Los gitanos nómadas fueron enviados este campo en el verano y el otoño de 1942, probablemente a petición alemana. Recluidos en el subcampo conocido como «Jasenovac III» con una sección propia, la mayoría fueron asesinados antes de finales de año.
Se calcula que cerca de un 75 % de los gitanos croatas perecieron (10 000 personas), porcentaje similar al de judíos que perdieron la vida en el NDH. Las cifras de los distintos historiadores, sin embargo, varían, debido a la dificultad de saber la población gitana residente en el NDH y la incompleta documentación disponible sobre su exterminio. Se considera, en cualquier caso, que la gran mayoría de la comunidad fue asesinada.

#### Represión de la minoría serbia y actitudes de Italia y Alemania

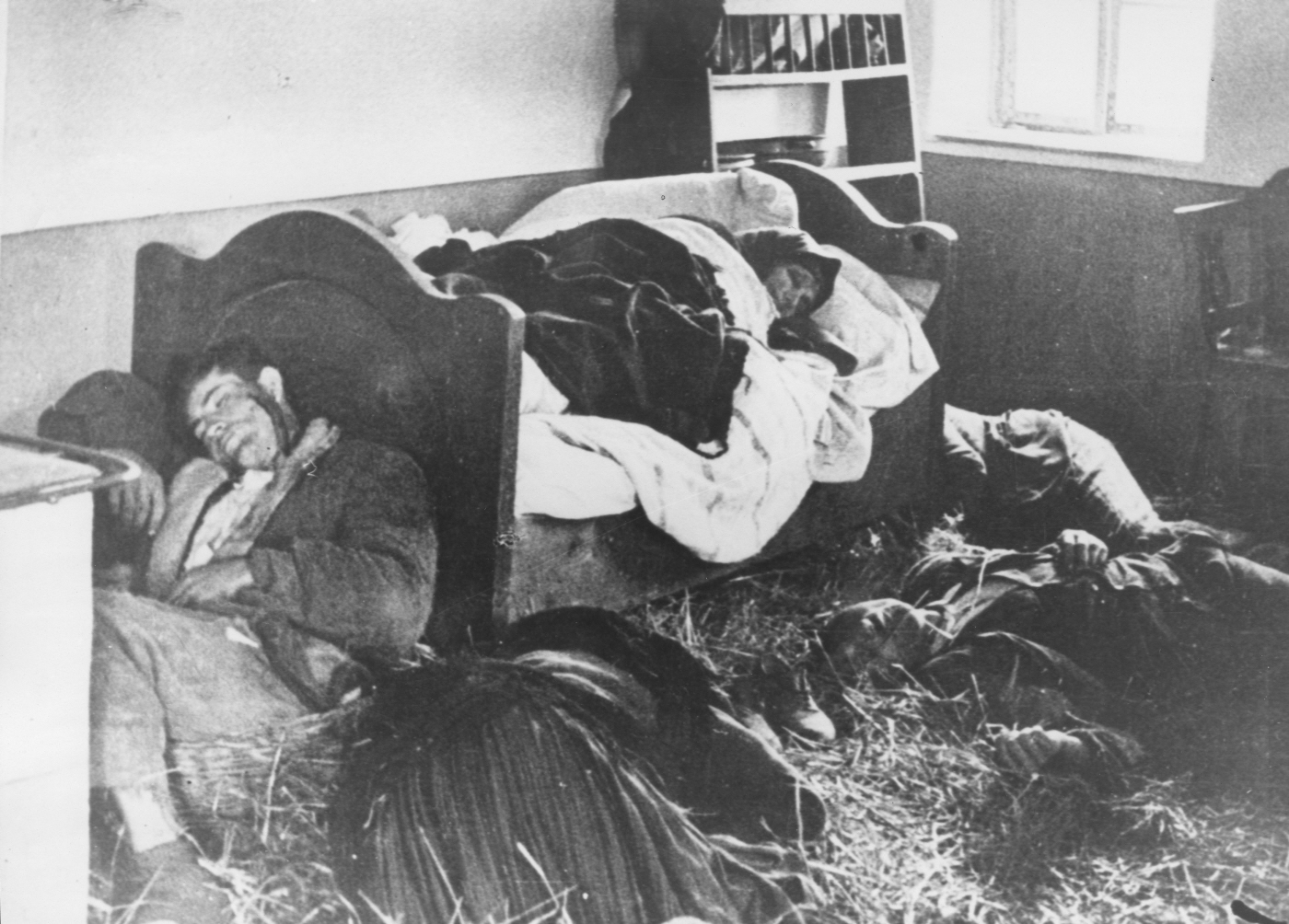
Familia serbia asesinada por unidades ustachas en 1941. Las atrocidades contra la minoría serbia avivaron la resistencia al nuevo Estado croata.

Desde la independencia, los ustachas impulsaron una campaña de matanzas, conversión forzosa al catolicismo y expulsiones masivas que, además de fomentar la oposición de la población serbia del Estado, fomentó el alistamiento de muchas víctimas en las bandas resistentes, activas desde el verano de 1941. El Gobierno de Zagreb dio prioridad a la «purificación» del Estado frente a su estabilidad interna. Ya el primer decreto para la «defensa del Estado y del pueblo» del 17 de abril de 1941 puso las bases para el terror posterior. Se crearon dos departamentos oficiales (la Oficina de Orden Público y Seguridad y el Servicio de Vigilancia Ustacha) responsables del asesinato de los «indeseables».
El movimiento de Pavelić consideraba a la población serbia en general como un elemento extraño a la nación croata, que debía eliminar mediante el terror para conservar la independencia recién lograda. La persecución de aquella comenzó inmediatamente después de la independencia.
Una de las primeras medidas del régimen fue proscribir la Iglesia ortodoxa serbia, el uso del alfabeto cirílico serbio (25 de abril de 1941) y la literatura y costumbres consideradas como serbias (14 de agosto de 1941). Los serbios se enfrentaban a multas y prisión por el uso de su alfabeto. Muchos perdieron sus empleos, sus posesiones y sufrieron discriminación, estando sometidos a toques de queda. No contaban tampoco con los derechos de ciudadanía y no podían alistarse en las fuerzas armadas. La jefatura ustacha trató de eliminar a las clases más educadas de la comunidad serbia, convirtiendo a parte de las menos cultivadas, fundamentalmente campesinos. La discriminación de los serbios era, a diferencia de la de los gitanos y judíos, no racial, sino cultural y religiosa.
Dada la ambigüedad de la definición de serbio, la aplicación de las medidas represivas propugnadas por el Gobierno central fue desigual, quedando finalmente a la discreción de las autoridades locales, que las aplicaban según su voluntad allí donde los ustacha no tenían el poder suficiente para imponerlas. La represión fue, en todo caso, desorganizada, descontrolada e improvisada, aunque fomentada y coordinada en líneas generales por el Gobierno de Pavelić.
Las primeras atrocidades contra la población serbia se dieron a finales de abril y en mayo. Luego se detuvieron temporalmente y el arzobispo de Zagreb se quejó por carta de las matanzas de mayo. La próxima firma de los Tratados de Roma, que habían de suponer cesiones territoriales, llevaron también a detener las atrocidades. La pérdida territorial y la necesidad de canalizar el nacionalismo del régimen en otra dirección que no fuese la expansión territorial o el enfrentamiento con Italia llevó, sin embargo, a la reanudación e intensificación de las matanzas. El comienzo de la invasión de la URSS aumentó aún más la represión contra todo aquel considerado enemigo potencial del Estado.
Las matanzas, bestiales, comenzaron de nuevo en junio de 1941, en Herzegovina, e hicieron que gran parte del personal alemán adoptase una actitud hostil al régimen de Pavelić. Al mismo tiempo, se daban en esta región los primeros levantamientos de la población serbia contra las autoridades con el objetivo de defenderse de las unidades ustachas, que consistieron al principio en grupos de autodefensa mal armados que se encargaban principalmente en el aviso y evacuación de las poblaciones ante la cercanía de columnas ustachas. Pronto la revuelta se extendió a Lika y a la Dalmacia septentrional. A comienzos de julio, se volvieron a dar los primeros casos de atrocidades en Croacia-Eslavonia. Por las mismas fechas, comenzaban las deportaciones masivas de serbios de la capital.
En agosto de 1941, el Gobierno del NDH puso en marcha el campo de concentración de Jasenovac, donde hay estimaciones que apuntan que fueron asesinadas cerca de 80 000-90 000 de personas, en su mayoría serbios, aunque las cifras son controvertidas. En el territorio del NDH llegó a haber veintiséis campos de concentración, destino de aquellos que el régimen consideraba una amenaza por su raza, ideología política o religión.
Hasta el final del verano de 1941, Pavelić trató de eliminar a la minoría serbia mediante las deportaciones y las matanzas, negando la posibilidad de asimilación con una postura cuasirracista. El régimen contaba con expulsar a Serbia, de manera brutal y desorganizada, a unos 179 000 serbios, que serían sustituidos por eslovenos deportados de sus territorios por los alemanes en su plan de colonización. La brutalidad contra los deportados, en algunos casos robados y asesinados de camino a los campos de tránsito, fue tal que impresionó a las autoridades alemanas. Estas habían acordado anteriormente la deportación de los serbios a la Serbia ocupada (4 de junio de 1941) a cambio del asentamiento en Croacia de unos 250 000 eslovenos, que debían abandonar sus hogares para la colonización germana. Las deportaciones debían comenzar muy pronto porque los primeros eslovenos debían llegar al NDH el 11 de julio de 1941. Desde el 18 de abril, el Gobierno comenzó la expropiación de tierras en Srem y Eslavonia a la población serbia, su expulsión hacia territorio serbio, y entre mayo y junio se había expulsado a unas 5 000 personas. Aunque se desconoce la cifra exacta debido a la falta de datos rigurosos, se calcula que durante la primavera y el verano unos 200 000 serbios fueron deportados del país.
Hacia finales de 1941, el Ejército alemán y especialmente su representante plenipotenciario en Zagreb tenían una opinión muy desfavorable de sus aliados croatas. Los militares estaban preocupados por la estabilidad del país y la imagen de la Wehrmacht, empañada por los crímenes de los ustacha. Los ataques contra los serbios minaban también los intentos intermitentes de los alemanes de llegar a un acuerdo con las bandas chetniks, que debían dividir a la insurgencia en dos y debilitarla. Hitler, sin embargo, era indiferente a la suerte de la población serbia del NDH y no respaldó a aquellos que propusieron detener las atrocidades ustachas.

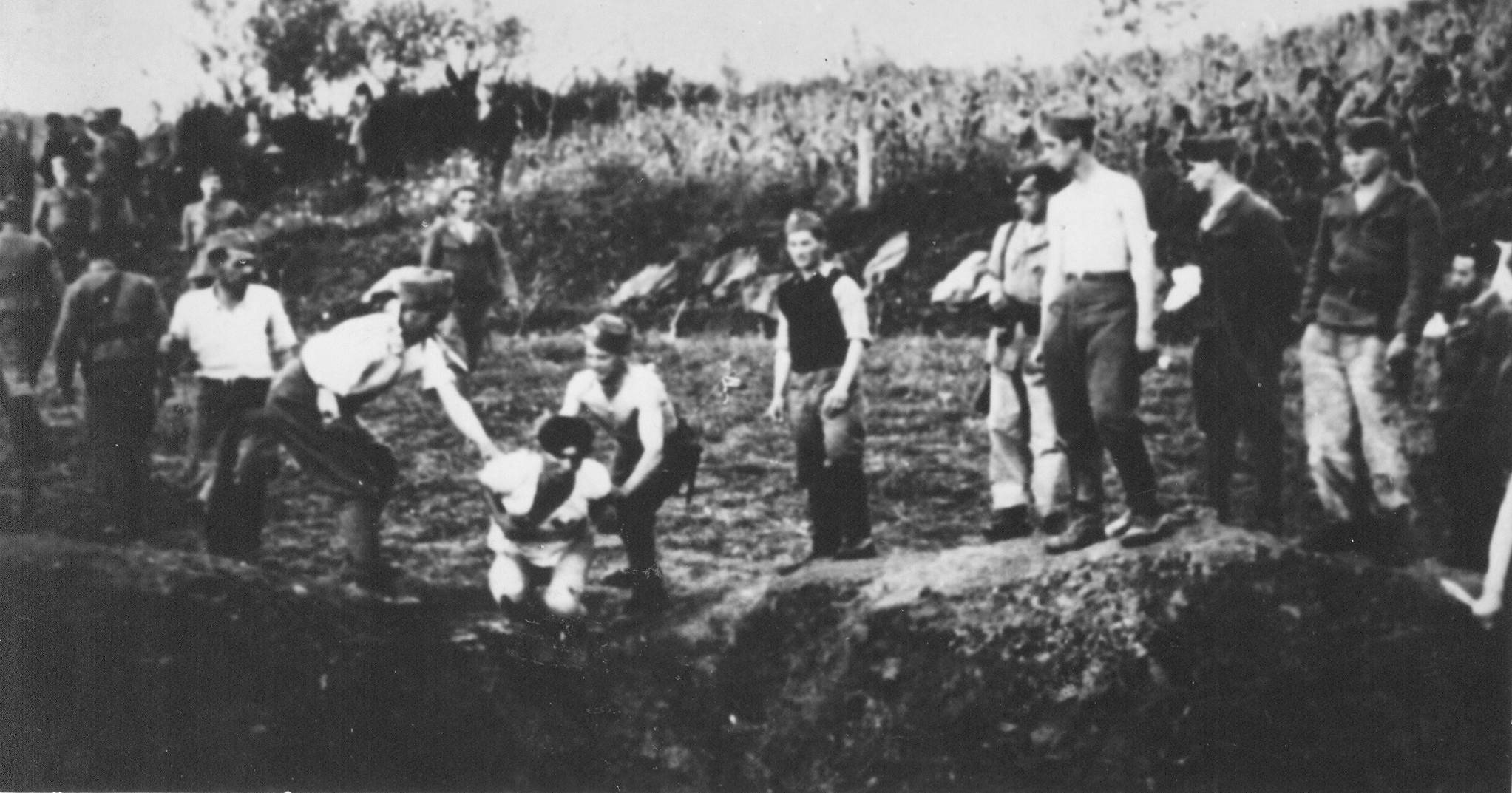
Ejecución de prisioneros cerca del campo de concentración de Jasenovac por milicias ustachas.

El Ejército italiano era aún más hostil a sus antiguos protegidos. La repugnancia ante las tropelías de los ustachas croatas hicieron que las alianzas cambiasen en el verano de 1941: los italianos expulsaron a los ustachas de los territorios que ocupaban en Dalmacia, extendieron su control y llegaron a acuerdos con la población y las bandas armadas serbias en la zona. Ya a finales de mayo de 1941, una delegación croata, encabezada por un fraile franciscano, informó al comandante de la división «Sassari» de su intención de «matar a todos los serbios lo antes posible», para sorpresa del general italiano. Este acuerdo tácito entre chetniks e italianos, establecido por el Ejército italiano y respetado por Mussolini, se mantuvo hasta la rendición italiana de julio de 1943.
A partir de septiembre de 1941, se establecieron una serie de guarniciones italianas en la mitad suroeste del Estado de las que los italianos expulsaron a las autoridades croatas y en las que los insurgentes serbios, a excepción de los partisanos comunistas, empezaron a colaborar con el ocupante, a cambio de la seguridad que les garantizaban las tropas italianas. Las unidades ustachas, regulares e irregulares, fueron desarmadas y expulsadas. Los mandos italianos habían comunicado su avance para tomar el control militar de la «zona II» al Gobierno croata un día antes del comienzo de la operación, el 15 de agosto, y habían recibido su protesta. Pavelić únicamente logró mantener ciertas unidades del Ejército regular, sin armamento pesado y bajo control del mando italiano, en algunas ciudades de la región. El mando italiano, que asumió tanto la administración militar como la civil en la región, comenzó a aplicar medidas favorables a la población serbia (devolución de propiedades confiscadas, reunión de autoridades locales, apertura de iglesias ortodoxas...) que permitieron en general pacificarla y ganarse el apoyo de gran parte de las bandas rebeldes serbias de la zona. Las autoridades croatas, por su parte, trataron de recabar el apoyo alemán para frenar las medidas de los italianos.
A mediados de octubre, las fuerzas italianas tomaron el control también de la «zona III», donde se habían concentrado las fuerzas partisanas y ustachas expulsadas de la «zona II». De nuevo, los italianos ignoraron al Gobierno de Zagreb y limitaron su poder en la zona ocupada. Esta región, más amplia y escabrosa que la «zona II», no pudo controlarse con igual eficacia, convirtiéndose en lugar de frecuentes enfrentamientos y de guarniciones italianas abastecidas con dificultad y semiaisladas de los alrededores.
En la mitad noreste, bajo influencia política alemana, el régimen ustacha contaba con el apoyo entusiasta del embajador alemán Siegfried Kasche, pero afrontaba la oposición del Ejército, las SS, y las demás organizaciones alemanas en el país. A pesar de esto, a finales de 1941 el Gobierno de Zagreb no controlaba más de un tercio del territorio teórico del nuevo Estado. Amplias zonas de Bosnia se encontraban en rebelión, principalmente las comarcas de población mayoritariamente serbia. El resto del territorio se hallaba sometido a la ocupación militar del Eje, aunque el régimen contaba con autonomía interna.

##### La campaña de conversión forzosa

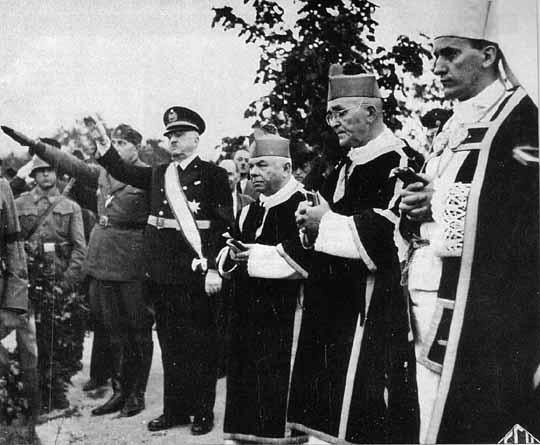
Dirigentes de la iglesia católica croata, entre ellos el arzobispo de Zagreb, Aloysius Stepinac, junto a altos cargos del régimen ustacha. Este contó con la simpatía de numeroso bajo clero, del monacato y de parte de la cúpula eclesiástica croata.

A pesar de las atrocidades contra las minorías desde el comienzo de la independencia, el régimen de Pavelić decidió en septiembre de 1941 poner en marcha una política de conversión forzosa de la población serbia, ante la imposibilidad manifiesta ya entonces de acabar físicamente con esta comunidad o de deportarla al territorio del Gobierno de Salvación Nacional de Serbia por la negativa alemana a aceptar más inmigrantes. La ocupación parcial italiana, que parecía poner en peligro la independencia, también contribuyó al cambio de política hacia los serbios de Pavelić. Se trató de un intento de asimilación por la fuerza ante las revueltas que ponían el peligro el Estado.
Las conversiones, en cantidad menor, se habían dado desde abril, buscando algunos serbios evitar la persecución oficial mediante la conversión religiosa. La campaña con respaldo gubernamental, sin embargo, comenzó en el otoño, mediante una mezcla de fuerza y amenazas, y la oferta de evitar la persecución mediante la conversión, que no se les ofrecía a los judíos.
La campaña de conversión, empero, no paró las matanzas, sino que se llevó a cabo de forma paralela, lo que dificultó su desarrollo. A pesar de los esfuerzos de los partidarios de la conversión, esta resultó un fracaso como método de eliminación de la población serbia, tanto por la irregularidad de las conversiones de unas regiones a otras como por la imposibilidad de llevarla a cabo en las zonas que escapaban al control del Gobierno, cada vez mayores. La población serbia, que constató que la conversión tampoco suponía seguridad alguna contra los desmanes de los grupos armados, perdió además interés. Se calcula que unos 240 000 serbios abandonaron la ortodoxia para abrazar el catolicismo durante el periodo.
Como forma indirecta de admitir el fracaso de la maniobra y de tratar de integrar y controlar a la población serbia, Pavelić creó una iglesia ortodoxa croata el 3 de abril de 1942, mientras que en mayo las autoridades comenzaban a llegar a acuerdos locales con comandantes chetniks. Finalizaba así el intento de conversión forzosa de la población ortodoxa al catolicismo. La nueva iglesia ortodoxa, que no contó con el apoyo de los escasos sacerdotes ortodoxos serbios que habían sobrevivido a las persecuciones y hubo de formarse con sacerdotes rusos, sirvió de refugio, sin embargo, a cierto número de serbios que acudieron a ella para evitar las persecuciones, no deseando optar por la resistencia activa al régimen.
En agosto de 1942, disfrazada de acción contra los partisanos, Kvaternik, como jefe de seguridad ustacha, ordenó un ataque contra la población serbia de la fértil llanura de Srem. El número total de víctimas de la represión es desconocido y muy controvertido, manejándose estimaciones de entre 200 000 y 800 000 personas, dependiendo del autor. Las matanzas, criticadas por instituciones extranjeras como la Santa Sede o el gobierno de la Serbia de Milan Nedić, lo fue también por las propias autoridades alemanas e italianas en la zona, considerándoselas desestabilizadoras y que favorecían a las fuerzas partisanas.

### Control económico alemán

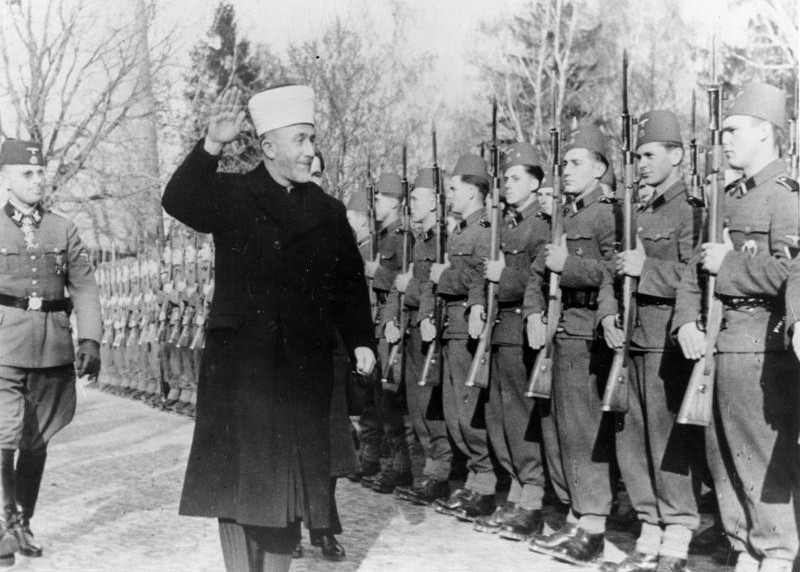
Amin al-Husayni revistando tropas bosnias de las SS.

El 16 de mayo de 1941 los croatas habían firmado un protocolo confidencial concediendo a los alemanes la creación de comités mixtos para la gestión de la economía nacional, con dos criterios principales: la especial relevancia de los intereses económicos alemanes y la cesión de la explotación ilimitada de sus materias primas, principalmente minerales. Alemania recibió también la promesa de preferencia en futuras concesiones económicas. Croacia se comprometía además a sufragar los gastos de las tropas de ocupación.
Italia, por su parte, también había realizado concesiones económicas en la reunión de ministros de Exteriores de abril de 1941 en Viena. La comisión económica italo-croata, creada en junio de 1941, sirvió a los italianos para poco más que ver sus demandas rechazadas por los croatas, que contaban con el apoyo alemán, interesado en mantener el control económico del país en sus manos. El Gobierno de Roma tampoco había aprovechado los tratados para lograr la unión monetaria y aduanera, contentándose con las concesiones territoriales y perdiendo el control de la parte más avanzada económicamente del nuevo Estado, que quedó en manos de Berlín.
Las principales zonas industriales del Estado, Zagreb, Sarajevo-Zenica-Tuzla (que contenía el grueso de la importante industria minera bosnia) y el valle de Sava quedaban en la zona de ocupación alemana. La bauxita, principal materia prima en la zona italiana, había sido cedida a Alemania en las conversaciones de Viena. Alemania contaba también con el control de las comunicaciones principales, así como de las minas y bosques del país, convirtiendo la independencia de la nación en ilusoria.
En el verano de 1942, una campaña de presión italiana para lograr mejores condiciones de los croatas volvió a fracasar, nuevamente, por el respaldo alemán a la postura renuente croata. Según avanzó la guerra, la presión alemana sobre las materias primas y otros productos croatas aumentó, con efectos nefastos para la economía nacional, dependiente en todo caso de la alemana.
La insurgencia y las actividades contra la población del régimen ya habían perjudicado el transporte en el NDH desde agosto de 1941, estando la economía del país muy debilitada. La malnutrición y el hambre habían comenzado ya en junio. Se produjo una gran inflación y el sistema de racionamiento era ineficaz. A partir del otoño de 1941 la población urbana fue empobreciéndose con rapidez, dándose casos de hambruna. Ante la imposibilidad de recoger gran parte de la cosecha de 1941, hubo gran escasez de alimentos en 1942, teniendo Alemania que enviar maíz para aliviar la situación.

### Fuerzas armadas
Las fuerzas armadas del país se dividían en dos categorías principales: el Ejército regular de la Guardia Nacional Croata y las milicias ustachas, de manera similar a la división alemana entre el Ejército regular y las tropas SS del partido nazi. El primero estaba mal organizado, mal armado y tenía baja moral. Su lealtad a Pavelić era además dudosa, lo que hizo que pronto se asignasen unidades ustachas a las del Ejército regular en sus operaciones contra la insurgencia. Los partisanos yugoslavos pronto se infiltraron en él. Un tercer cuerpo armado era la gendarmería, reorganizada a partir de su equivalente anterior yugoslava, que primero dependió del Ejército regular y, desde junio de 1941, del mando ustacha.
Al comienzo, el ejército regular lo formaron tres cuerpos de ejército acuartelados en Zagreb, Brod y Sarajevo, con cinco divisiones de tres regimientos cada una. Cuatro batallones de zapadores, doce de artillería, un regimiento de caballería, una unidad de vehículos blindados completaban las fuerzas croatas; en total unos 55 000 hombres. A finales de año, estas fuerzas contaban con alrededor de: 70 000 soldados regulares, 15 000 milicianos ustachas y 8 000 gendarmes. Las fuerzas croatas crecieron notablemente en número más adelante, llegando a los 92 246 hombres bajo mando croata y 170 080 bajo mando alemán en septiembre de 1943.
El Ejército regular mantuvo la división territorial en cinco zonas del anterior Ejército yugoslavo. En septiembre de 1941, se reformaron para agruparse en tres cuerpos de ejército con seis divisiones en total. Las milicias ustachas contaban con cinco batallones, dos en la antigua Croacia-Eslavonia y tres en Bosnia-Herzegovina, qu aumentaron hasta los treinta y seis a finales de 1942. La gendarmería, por su parte, contaba también con cinco unidades, una destinada en Dalmacia y el resto divididas en partes iguales entre Bosnia y Croacia-Eslavonia. En junio de 1941 se creó una frontera militar, similar a la que había existido en la región durante siglos por los enfrentamientos austro-otomanos, para vigilar las fronteras con Serbia y Montenegro, que contó con cinco batallones con mando en Sarajevo. Esta región militar y sus tropas fueron abolidas en mayo de 1942, pasando a depender del Ejército regular. En 1942 la mayoría de las fuerzas armadas, cinco de las siete divisiones del Ejército y la mitad de los treinta y seis batallones ustachas, se concentraban en Bosnia-Herzegovina.
La Guardia Nacional también dispuso de una modesta Fuerza aérea, en su mayor parte equipada con aparatos germanos, italianos y franceses, o procedentes de la antigua Real Fuerza Aérea Yugoslava. A pesar de verse en inferioridad frente a los aliados, la aviación croata todavía contaba con 176 aparatos en abril de 1945.

### Lucha contra la insurgencia

#### Los grupos insurgentes
Dos grupos destacaban entre la insurgencia en el NDH: los chetniks subordinados más o menos teóricamente al ministro de Defensa del gobierno yugoslavo en el exilio, Dragoljub Mihajlović y los partisanos controlados por el Partido Comunista de Yugoslavia. Los primeros, de ideología nacionalista serbia, eran más fuertes y numerosos en Herzegovina y, fuera del NDH, en la Serbia del general Milan Nedić. Los segundos se concentraron al comienzo en las zonas orientales del NDH, expulsados a finales de 1941 de Serbia por los alemanes, los colaboracionistas serbios y las tropas de Mihailović.
A diferencia de los partisanos, con un mando bastante centralizado, las bandas chetniks actuaban a menudo de manera independiente de Mihailović. Mientras estos a menudo evitaban el enfrentamiento directo con los ocupantes, en parte para evitar represalias contra los civiles, aquellos defendían una resistencia a ultranza a pesar de las víctimas entre la población. Enfrentados desde el otoño de 1941, ambos grupos lucharon por la supremacía dentro de la resistencia al NDH que acabó con la derrota chetnik en el verano de 1943 en una serie de combates en Montenegro.

#### Características de las campañas contra los rebeldes

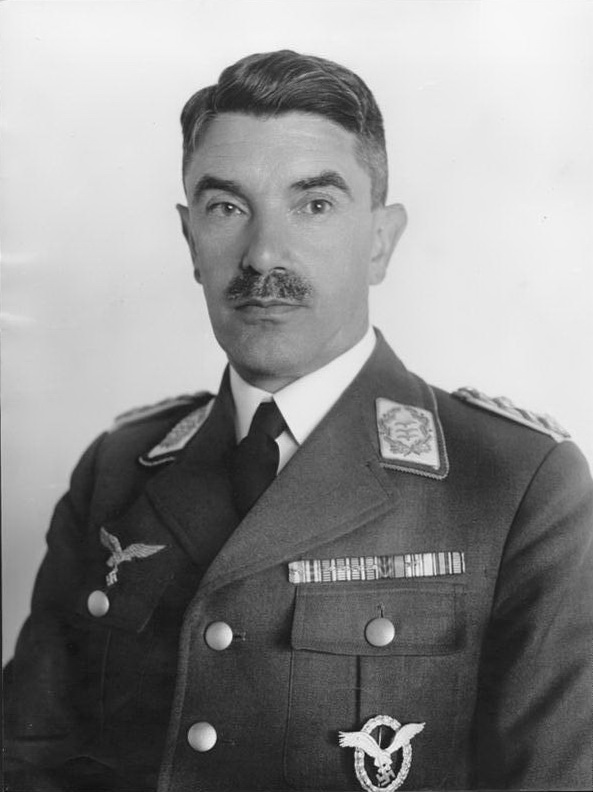
Alexander Löhr, comandante de las tropas alemanas en los Balcanes durante la primera mitad de 1943, condujo las grandes operaciones contra la insurgencia.

La Wehrmacht llevó a cabo diversas operaciones de concentración militar para tratar de acabar con los insurgentes, separadas por periodos de menor intensidad militar, pero con un crecimiento continuo de la violencia. Sus operaciones militares, a pesar de su reflejo aséptico en los informes, mezclaron los combates con las bandas rebeldes y las matanzas de población civil. La estrategia del mando alemán de acabar con la voluntad de combate del enemigo permitió los ataques a la población civil para conseguir este fin. Su convencimiento de que la concentración de grandes unidades militares podrían acabar de una vez con los insurgentes en grandes operaciones de exterminio de estas en zonas delimitadas llevó a la sucesión de campañas de gran violencia, que incluyó a la población. Esta se convirtió en un objetivo explícito de las campañas contra la resistencia, por considerárseles cómplices de la misma. Ninguna comunidad quedó a salvo de las operaciones militares alemanas, que se dirigían por regiones, a diferencia de la violencia ustacha del régimen, que estaba dirigida a ciertas comunidades, no a ciertos territorios. Las tácticas de represalia aleatoria de los mandos alemanes (del alemán: suhnemassnahmen), brutales e indiscriminadas, fueron ineficaces. La brutalidad ustacha y alemana finalmente fue contraproducente, aumentando el respaldo de la población por los partisanos.
Las matanzas en la zona de ocupación italiana y en los territorios anexionados no eran parte de una política de genocidio como sucedió con algunas comunidades del NDH, sino operaciones clásicas de contrainsurgencia con el fin de asegurarse el control del litoral. A diferencia del objetivo de eliminación rápida de otras comunidades (judíos y gitanos y, en menor medida, serbios), los italianos contaban con una asimilación gradual de la población eslava y dieron refugio a numerosos judíos.

#### Campañas de 1941
Tras el comienzo de las atrocidades del Gobierno contra las minorías el país se convirtió pronto en un campo de batalla entre las tropas del Eje y sus aliados croatas y los insurrectos. Desde el comienzo numerosos croatas se unieron a los partisanos de Tito, principalmente en la zona bajo ocupación militar alemana («zona I»). En las zonas II y III, de ocupación italiana, las principales fuerzas de oposición al régimen de Pavelić eran los chetniks, que pronto alcanzaron acuerdos con las autoridades militares italianas, que les protegían de los ataques del NDH a cambio de su cooperación contra los partisanos. Famosos por sus atrocidades contra los civiles, los chetniks atacaban principalmente a la población croata y musulmana y, en menor medida a los serbios hostiles a su movimiento.
A mediados de agosto, Mussolini comunicó a Pavelić su intención de tomar la administración civil de la zona bajo control militar italiano en sus manos, sustituyendo a la administración croata. Los desmanes de esta contra la población, especialmente contra la serbia, alimentaba la insurgencia y los comandantes italianos, respaldados entonces por el dictador italiano, deseaban pacificar la zona mediante acuerdo con las bandas no comunistas, que redujesen la tensión y dividiesen a los rebeldes en dos. El intento de Pavelić de recabar apoyo alemán contra la medida fracasó. Por esas fechas los alemanes apenas contaban con 7 500 soldados en el NDH, habiendo retirado el grueso de sus unidades para utilizarlas en la campaña del Este. El 26 de agosto se firmó el acuerdo entre croatas e italianos que permitió oficialmente el avance italiano, que se completó para la «zona II» el 9 de octubre, fecha para que se estaba llevando a cabo también la ocupación de la «zona III».
A comienzos de septiembre, los italianos comenzaron a administrar la zona, expulsando a numerosas unidades ustachas, aunque no a todas. Las medidas favorables a los serbios de las autoridades italianas (devolución de la administración local en las zonas en las que eran mayoría, reapertura de las iglesias ortodoxas, devolución de bienes incautados...) tuvieron un éxito relativo: mientras que en algunas zonas hubo acuerdos entre bandas serbias y los italianos en otras resurgieron los partisanos, opuestos al ocupante. La oposición inmediata a los italianos, no obstante, fue escasa. En algunas poblaciones los croatas solicitaron la presencia de tropas italianas para prevenir la venganza de los serbios mientras que en otras estos se negaron a entregar las armas temiendo el regreso de las autoridades croatas en caso de que la ocupación italiana fuese temporal.
A finales de octubre de 1941, las tropas italianas habían alcanzado la línea de demarcación con los alemanes, ocupando alrededor de la mitad del país, sin lograr completamente pacificar la zona. Los italianos no contaban con tropas suficientes para controlar las zonas rurales, a menudo montañosas, de su área de ocupación. Las bandas serbias, libres temporalmente del azote ustacha, trataron con los italianos, pero no abandonaron sus actividades terroristas contra la población croata y musulmana. El objetivo italiano, sin embargo, era el de utilizar a aquellas para desestabilizar el NDH y ampliar su poder. Al final del año, la mayoría del país se encontraba sumida en los combates.

#### Campañas de 1942

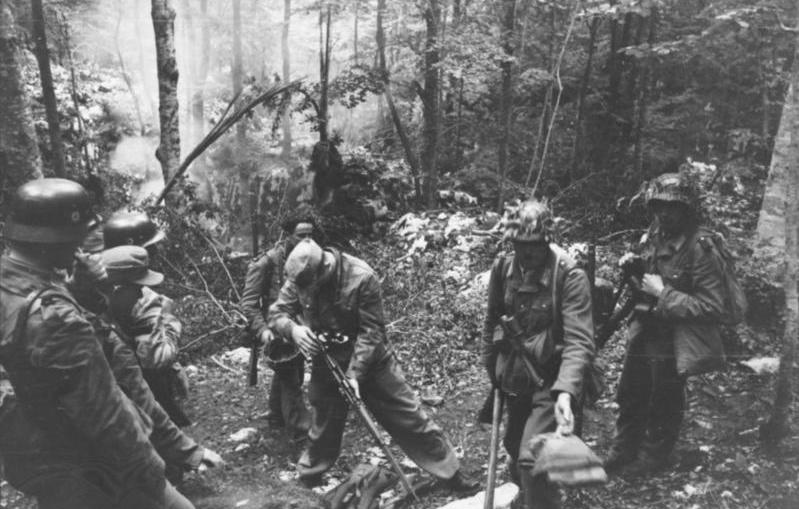
Tropas alemanas en Yugoslavia en 1943. Las sucesivas operaciones militares contra los insurgentes, a pesar de infligirles grandes pérdidas, resultaron insuficientes para acabar con ellos y asegurar el control político y militar del país por el Eje o las autoridades croatas.

A comienzos de año y como continuación a sus operaciones del invierno anterior en Serbia, las fuerzas alemanas llevaron a cabo grandes operaciones contra los rebeldes en la Bosnia oriental, una región con una escasa mayoría serbia frente a la población musulmana, y que se hallaba en plena revuelta después de las matanzas de comienzos del verano de 1941 en la zona. Los intentos de acuerdo entre los mandos militares alemanes y el principal caudillo militar rebelde de la región, el mayor de la gendarmería yugoslava Jezdimir Dangic, fracasaron por la actitud de Berlín. En abril y mayo, sin participación italiana a pesar de los planes originales, croatas y alemanes atacaron a las fuerzas insurgentes en la zona, sin lograr, sin embargo, la aniquilación de los partisanos, que lograron escapar en su mayoría hacia el Sur o el Oeste, mientras que Dangic y sus hombres fueron capturados y deportados a Alemania.
Entre la primavera y el otoño de 1942 los mandos alemanes llevaron a cabo durísimas operaciones contra los partisanos en la zona occidental de Bosnia que, aunque fracasaron en su objetivo de acabar con las tropas de Tito, supusieron casi la aniquilación de la población civil de la región. La ofensiva la efectuó el Grupo de Combate del Bosnia Occidental (del alemán: Kampfgruppe Westbosnien) dirigido por oficiales alemanes y con un par de regimientos, cierta artillería y una unidad blindada de esta nacionalidad y el grueso de tropas croatas (15 000 soldados regulares y 2 500 miembros de unidades ustacha). Los mandos alemanes incluyeron explícitamente a la población civil como objetivo de la campaña. La población masculina mayor de 14 años fue enviada a campos de internamiento en redadas brutales. A diferencia de las campañas de represalia en Serbia de finales de 1941, esta campaña incluyó a toda la población. Fueron capturadas cerca de 50 000 personas de todas las edades. Los hombres fueron enviados a campos de rehenes y más tarde a campos de trabajo en el Ártico noruego, donde perecieron en su mayor parte. Las mujeres y los niños se entregaron a las autoridades croatas para ser encerradas en campos de concentración, donde muchos murieron. La zona, sin embargo, fue ocupada por partisanos pocos meses más tarde del final de la campaña, a pesar de que esta fue calificada como «un gran éxito».
Al mismo tiempo, los italianos decidieron evacuar la «zona III» y parte de la II, que por el acuerdo del 19 de julio volvió a administración croata, creándose en realidad una franja de territorio de débil control militar pronto ocupada por los partisanos.
En junio de 1942, por otro lado, Pavelić hubo de admitir su incapacidad para enfrentarse a la vez a partisanos y chetniks, alcanzando un pacto con estos últimos conocido como «acuerdo de Zagreb» por el que se permitía a los chetniks participar en las acciones contra los partisanos como parte de una «Milicia Voluntaria Anticomunista» (MVAC). Los italianos presionaron al caudillo croata para lograr el acuerdo. Este pacto, que supuso el momento de mayor acuerdo entre el Gobierno de Zagreb y las bandas chetniks, contó con el apoyo del representante militar alemán pero fue aceptado a regañadientes por los ustachas.
En el otoño de 1942, los partisanos comunistas de Tito contaban con cerca de 100 000 hombres. Las unidades del Ejército croata no eran fiables ni disciplinadas. Los mandos alemanes deseaban, por tanto, tenerlas bajo su control para poder hacer frente a los partisanos. Un intento por su parte de forzar a Pavelić a conceder a los comandantes alemanes control sobre las autoridades civiles en las que operaban fracasó al recibir este el respaldo del Ministerio de Exteriores alemán, enfrentado a las pretensiones del Ejército.
El Ejército alemán consiguió, sin embargo, el control del croata gracias a la decisión de Hitler, comunicada a Pavelić durante su visita a aquel en Ucrania el 23 de septiembre de 1942. Sin embargo, un informe redactado principalmente por el embajador alemán sobre la situación en el país privó al Ejército de la oportunidad de deshacerse también políticamente de los ustachas. El propio comandante de los Balcanes, el general Alexander Löhr había explicado a Hitler que las atrocidades fomentaban el apoyo a la insurgencia.
El Ejército se concentró entonces en reorganizar el Ejército croata y fomentar el alistamiento de los croatas en las fuerzas alemanas. En agosto de 1942, se creó la 369.ª División de la Wehrmacht, como división legionaria, a la que siguieron la formación de otras dos divisiones hasta el final de la guerra. A principios de 1943, las SS formaron la división Handschar, formada principalmente por bosníacos. A comienzos de 1943, el Ejército croata se había convertido en poco más que un auxiliar del alemán, que concentraba la mayoría del reclutamiento.
A comienzos de noviembre, el NDH sufrió su peor derrota militar hasta la fecha con la pérdida de Bihać a manos del mando partisano, la segunda guarnición de Bosnia, que permitió la unión de los territorios bajo control rebelde de Bosnia y Croacia. En diciembre de 1942, Hitler ordenó la aniquilación de la insurgencia en los Balcanes, que veía como una amenaza ante posibles desembarcos aliados. El Ejército podía contar con autoridad total en las zonas donde se fuesen a desarrollar operaciones militares, invalidando el poder de las autoridades croatas. Los ustachas, sin embargo, ignoraron las restricciones teóricas y continuaron con sus desmanes contra la población, que las escasas unidades de la policía militar alemana no lograban evitar.
A finales de 1942 el Ejército croata estaba bajo control alemán, su economía servía a Alemania y gran parte del territorio quedaba en manos del ejército alemán, quedando Pavelić como poco más que un títere. Este cambio coincidió además con la eliminación por Pavelić de sus antiguos compañeros, Kvaternik padre e hijo, poco del gusto de los alemanes y a los que cargó con la responsabilidad de las anteriores atrocidades contra los civiles.

#### Campañas de 1943
Los italianos prometieron a los alemanes desarmar a sus aliados serbios pero los mandos en Dalmacia ignoraron la orden y decidieron usarlos en la operación contra los partisanos, que debía comenzar a finales de enero de 1943.
La operación, llamada Plan Weiss, consistía en tres fases: Weisss I, en las que las unidades partisanas en Bosnia occidental y Lika debían ser rodeadas y aniquiladas; Weiss II, que debía empujar a los restos que evadiesen el cerco hacia el sur, donde serían emboscados; y Weiss III, que sucedería en la zona italiana y consistiría en la neutralización de los chetniks. Cuatro divisiones alemanas y unidades del ejército croata debían atacar desde el norte mientras que las divisiones italianas cortaban la retirada hacia el sur de los partisanos. Los italianos, en contra de lo prometido a los alemanes, aumentaron el armamento de sus aliados chetniks y decidieron que participasen en las operaciones contra los partisanos. El comandante italiano en Dalmacia les asignó una de las posiciones más difíciles de la operación, la que debía contener al grueso de las tropas de Tito en su huida hacia el sur.
La primera fase de la operación fue favorable a los atacantes, perdiendo los partisanos gran número de hombres en el norte. La segunda, sin embargo, fue un fracaso. En vez de enfrentarse a tres divisiones italianas, como esperaban los mandos alemanes, los partisanos se encontraron con parte de una y varias unidades de chetniks, que fueron arrolladas por las fuerzas partisanas. A comienzos de febrero, los partisanos habían evitado el cerco y se habían extendido por la Herzegovina oriental, hasta entonces territorio chetnik. Las protestas alemanas y el relevo del mando italiano no condujo a un cambio de la actitud italiana. El nuevo comandante se negó a desarmar inmediatamente a sus colaboradores serbios e indicó su deseo de finalizar la operación contra la insurgencia. La operación no logró aniquilar a los partisanos, que consiguieron romper el cerco del río Neretva.
El intento alemán de acabar con los chetniks, a pesar del contar con el apoyo temporal (bajo presión alemana) de Mussolini, fue un fracaso. El propio ejército italiano se encargó de proteger a sus aliados, avisando o directamente evacuando a las unidades.
La nueva «Operación Schwarz», diseñada por los alemanes para acabar con las fuerzas chetnik de Mihajlović una vez que los partisanos comunistas se consideraban neutralizados, se desarrolló en el noroeste de Montenegro y el sureste de Herzegovina. La operación debía llevarse a cabo con el menor conocimiento posible de los italianos, de los que los alemanes desconfiaban ya. Ante la entrada en la zona de los partisanos, los combates, de gran dureza y que duraron alrededor de un mes, tuvieron lugar principalmente entre tropas alemanas y partisanos. Los alemanes no lograron eliminar a ninguno de sus dos enemigos.
A finales de agosto, Hitler rechazó una nueva propuesta del Ejército de poner el NDH bajo administración militar alemana. Respaldando a los ustachas, desechó la alternativa de una ocupación alemana directa.

#### Fracaso
A pesar de las sucesivas campañas para aplastar la resistencia, el Eje no logró su objetivo. Desde el punto de vista alemán la explicación de este fracaso se debió a la violencia del régimen ustacha, que desbarataba sus éxitos militares alimentando a la insurgencia. Las fuerzas militares necesarias para controlar el territorio tampoco estuvieron disponibles.

## Pérdida de control militar

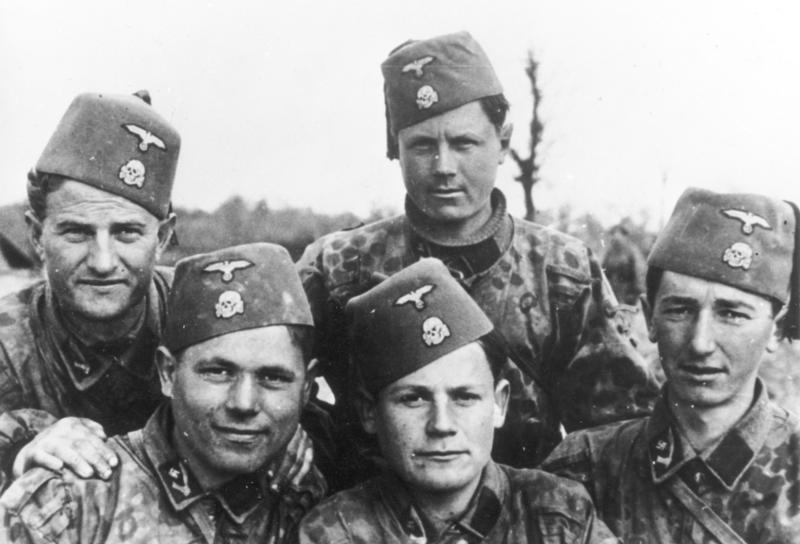
Miembros de la división SS Handschar («cimitarra»), unidad reclutada por la organización de Himmler entre la población musulmana, para disgusto del Gobierno de Zagreb.

En mayo de 1942, el Alto Mando alemán concedió a Himmler el control de la minoría alemana en los Balcanes en asuntos militares. Tras comunicársele a Gobierno croata en julio, en septiembre y octubre se formalizó la intensa campaña de reclutamiento de la minoría en las SS, que no era voluntario, sino obligatorio.
Al año siguiente, durante las operaciones contra la insurgencia, Hitler aprobó una orden que evitaba la entrega del territorio tomado a los partisanos al Gobierno croata, concedía a Himmler el poder para formar fuerzas policiales para mantener el control del mismo y establecía que fuesen los mandos alemanes los que decidiesen los límites de las zonas de operaciones militares (10 de marzo de 1943). El mismo año los batallones de la minoría alemana pasaron a formar parte de la 7.ª División de Montaña SS Prinz Eugen, formada por miembros de la minoría alemana de los países de la región.
La alianza de la Wehrmacht y las SS de Himmler para hacerse con el control de las fuerzas armadas en la región forzaron a Pavelić a aceptar el 24 de marzo de 1943 la formación de una nueva gendarmería bajo control alemán que podía reclutar ciudadanos croatas, incluso de unidades militares croatas, y sobre la que el Gobierno de Zagreb no tenía control alguno, siendo simplemente informado sobre sus operaciones.
Logrado el permiso para formar la gendarmería, Himmler pasó a crear inmediatamente una nueva división militar SS con reclutas musulmanes de Bosnia-Herzegovina y oficiales alemanes, también sin control de Zagreb. La medida se aprovechaba del creciente descontento de la población musulmana con el régimen, que había llevado al planteamiento de la autonomía de la región o su paso a control militar alemán. La incapacidad del Gobierno de Pavelić para proteger de las bandas serbias a los musulmanes acrecentaron su desencanto con aquel, fomentando las alternativas políticas y los planes militares de Himmler.
Nuevamente en contra de la supuesta primacía italiana en el país, fue Alemania la encargada de entrenar y armar a las fuerzas armadas croatas, incluso en las zonas bajo control italiano. Reclutas croatas sirvieron en unidades alemanas, tanto en Croacia como en el frente soviético.

## Política exterior
El nuevo Estado, creado gracias a la invasión del Eje, fue reconocido por las potencias de este y países afines en la primavera y el verano de 1941: por Alemania, Italia y Eslovaquia el 15 de abril de 1941, por Bulgaria el 19, por Rumanía el 7 de mayo de 1941, por España el 27 de junio de 1941, por Finlandia el 2 de julio de 1941, por Dinamarca el 10 y por Manchukuo el 2 de agosto de 1941. No logró, sin embargo, el reconocimiento oficial de la principal potencia regional, Turquía, a pesar de sus intentos. El 16 de abril se creó un Ministerio de Exteriores, ocupado primero por el propio Pavelić y, poco después, por Mladen Lorković. Al día siguiente el nuevo Estado declaró la guerra al Reino Unido y más adelante hizo lo mismo con los Estados Unidos y la Unión Soviética.
El país se unió al Pacto Tripartito el 15 de junio de 1941 y al Pacto Antikomintern el 15 de noviembre de 1941. Los Tratados de Roma de mayo de 1941 fijaron su frontera con Italia, lo que supuso el primer golpe para el prestigio del nuevo régimen, que cedió casi toda Dalmacia a Mussolini.
Las relaciones del país con Italia, que veía a los Balcanes como su zona de influencia, fueron tensas. También lo fueron con Hungría, que se anexionó el Međimurje. Con Bucarest, siempre en tensión con los húngaros por la posesión de Transilvania, el Gobierno de Zagreb mantuvo unas relaciones mínimas para no empeorar la situación con Hungría.
A pesar de la recepción papal de Pavelić en mayo de 1941 y del envío de un legado a Zagreb, la Santa Sede nunca reconoció al NDH y continuó manteniendo contactos diplomáticos con el Gobierno yugoslavo exiliado. Su actitud fue cauta a pesar de la propaganda católica del régimen de Pavelić y del entusiasmo ustacha de parte del alto clero croata.

## Rendición italiana e intentos de acercamiento a los Aliados
En el otoño de 1943, la rendición de Italia a los Aliados permitió a Pavelić denunciar los Tratados de Roma y reclamar los territorios cedidos en ellos (9-11 de septiembre), además de otras regiones con población croata que habían pertenecido a Italia durante el periodo de entreguerras. La caída de Italia fue celebrada por el régimen que no obtuvo, sin embargo, permiso alemán para reclamar más que los territorios antiguamente yugoslavos y limitó incluso su control sobre estos. Los primeros momentos de euforia ante la perspectiva de obtener los territorios con población croata dieron paso a profunda indignación cuando al mes los alemanes comunicaron su decisión de excluir a las autoridades croatas del territorio y mantener su control como zona de operaciones militares. Con la desaparición de Italia como contrapeso de Alemania, Croacia se convirtió aún más en un mero satélite germano, con escasa autonomía. Ribbentrop, en respuesta a las protestas croatas, decidió aclarar la situación al Gobierno de Zagreb en un comunicado:

Al Gobierno croata no se le permite de ninguna manera plantearnos exigencia alguna o hacernos saber sus deseos, incluso si son justificados. La realidad es que el Gobierno croata debe quedar satisfecho con lo que obtenga ya que incluso esto se debe enteramente a la fuerza de las armas alemanas.

En la misma época, algunos ustachas comenzaron a mantener contactos para alcanzar un acuerdo con el Partido Campesino para alejarse del Eje, pero las negociaciones fracasaron ante la gran diferencia de posturas. En 1944 el país, al igual que otros satélites como Hungría o Eslovaquia, se hallaba bajo ocupación militar, a pesar del mantenimiento del Gobierno o de sus fuerzas armadas. En 1944 un intento de golpe de Estado de algunos miembros del Gobierno y de ciertos militares contra Pavelić con el fin de alcanzar la paz con los Aliados fue descubierto y sofocado. Los contactos del ministro de Exteriores y del de Defensa con los Aliados no fructificaron y Pavelić, que los conocía, los utilizó para acabar con el foco de disidencia interna.

## Últimos meses y fin del Estado
Con el cambio de bando de Rumanía y Bulgaria a finales del verano de 1944 y el avance de las tropas soviéticas hacia Europa central, la defensa de Croacia se volvió importante para los alemanes como baluarte de su frontera meridional, y Pavelić logró finalmente el respaldo definitivo de estos a partir de septiembre. El relevo del general Glaise y el anterior aplastamiento del intento de mediación con los Aliados del ministro de Exteriores Lorković selló la victoria política de Pavelić y su asociación definitiva a la suerte de Hitler.
A finales de 1944 se reorganizaron las fuerzas armadas, fusionándose las unidades ustachas y las del Ejército regular (Domobrantsvo), acentuándose el adoctrinamiento político y el culto a la personalidad de Pavelić entre la tropa. Los principales mandos de los 200 000 hombres que formaban las fuerzas de Pavelić quedaron en manos de ustachas.
Tras un inútil llamamiento de los obispos croatas a respaldar al Estado y rechazar las conclusiones de la conferencia de Yalta, promovido por Pavelić, realizado el 24 de marzo de 1945, el hundimiento del frente de Sirmia el 7 de abril condujo a la llegada de abundantes tropas y refugiados a la capital. Se abandonó sin defensa la «línea Zvonimir», a medio construir, que debía resguardar Zagreb por el Este y el 28 de abril Pavelić comunicó a los altos mandos y jerarcas del partido la imposibilidad de continuar la resistencia dados los reveses militares y la inminente retirada alemana.
La tarde del 5 de mayo, se tomó la decisión de que el Gobierno y las unidades militares se retirasen de Zagreb hacia el noroeste, maniobra que se realizó paulatinamente durante los tres días siguientes. Vladko Maček, al que se había permitido salir de su arresto domiciliario para tratar con algunos de sus seguidores, abandonó la capital junto con el gabinete y las fuerzas militares. El fin llegó con la toma por los partisanos  sin encontrar resistencia de Zagreb  la tarde del 9 de mayo de 1945, y de Odžak (Posavina) el 25 de mayo tras un asedio iniciado el 19 de abril.

## Balance
El país formado por el Eje y entregado al gobierno de Pavelić y sus seguidores fue desde el comienzo desorganizado, descentralizado y estuvo abocado al desastre. El movimiento que controlaba el Estado no contó nunca con el apoyo de la mayoría de la población. Su forma había sido la de un Estado fascista con características típicas: régimen de partido único, culto al caudillo, leyes racistas, organización económica corporativista, organizaciones juveniles y femeninas controladas por el Estado... Tras un comienzo en que el nuevo Estado contó con la simpatía de buena parte de la población, pronto sus políticas terroristas contra las minorías y la oposición política llevaron al desencanto y la hostilidad incluso de la población croata. La opresión y la violencia del régimen, similares a los comportamientos alemanes en Polonia y la URSS, fomentaron además un creciente apoyo de la resistencia partisana.
El papel de la Iglesia católica en el nuevo Estado es discutido. Celebró el hundimiento de Yugoslavia y la creación del nuevo país, teóricamente católico, aunque no clerical, pero pronto se desilusionó por las atrocidades del régimen. Amplios sectores del clero, sin embargo, simpatizaron con el régimen e incluso se contaron entre las tropas ustachas que las cometían o en la gestión de los campos de concentración. Entre los más cercanos al régimen, se contaron especialmente algunos franciscanos y algunos obispos, como Ivan Saric, obispo de Sarajevo. Las autoridades eclesiásticas además, a pesar de condenar a menudo en privado las acciones del régimen, incluso la campaña de conversión forzosa del otoño de 1941, no llegaron a hacerlo en público. El régimen tendió a utilizar a la Iglesia, que contaba con gran influencia, especialmente entre los campesinos, pero a ignorar sus quejas o reproches. Gran parte de su propaganda tenía motivos católicos. El Estado nunca fue reconocido oficialmente por la Santa Sede, aunque el papa continuó recibiendo a enviados croatas hasta la toma de Roma por los Aliados, incluida una de la policía ustacha y su sanguinario director, Eugen «Dido» Kvaternik. Su representante en el NDH, el legado apostólico Ramiro Marcone, tras ser recibido al principio con cierta reserva, participó en las principales ceremonias oficiales del NDH.
Del alrededor del millón de víctimas de la guerra en el territorio del antiguo Reino de Yugoslavia, cerca de 623 000 perdieron la vida en el territorio del NDH. El régimen de Pavelić se considera el más brutal y sanguinario de todos los satélites del Eje, a pesar de algunos intentos posteriores de mejorar su imagen.

## Comandantes militares
- Jure Francetić: comandante de la Legión negra, unidad militar selecta, responsable de numerosas atrocidades contra la población civil.
- Maks Luburić: comandante del Campo de concentración de Jasenovac,[13] y jefe del departamento del ministerio del Interior encargado de la red de campos de concentración.[49]
- Rafael Boban: mayor del Ejército croata, al mando de la Legión Negra tras el relevo de Jure Francetić.[202]
- Dinko Šakić: comandante del campo de concentración de Jasenovac durante ocho meses de 1944.[256]
- Božidar Kavran
- Ivan Ico Kirin
- Ivica Matković
- Ljubo Miloš
- Ante (Vitez) Moskov
- Juraj Juco Rukavina
- Tomislav (Vitez) Sertić
- Vjekoslav Servetzy
- Vjekoslav (Vitez) Vrančić: ministro del Interior.[257]
- Antun Vrban

## Dirigentes políticos
- Ante Pavelić: poglavnik o caudillo del Estado y del movimiento ustacha.
- Slavko Kvaternik: ministro de Defensa y proclamador de la independencia,[60] más tarde encarcelado por Pavelić.
- Mirko Puk: ministro de Justicia y Religión.[65]
- Andrija Artuković: ministro de Interior[65][60] y de Justicia, conocido como el «carnicero de los Balcanes».[7]
- Ivan Petrić
- Lovro Šušič
- Mile Budak: ministro de Educación,[60] famoso por su afirmación sobre el destino de la población serbia del Estado («mataremos a un tercio de los serbios, deportaremos a otro tercio y forzaremos al último tercio a abrazar la religión católica romana, uniéndoles así a los croatas»).[77][142]
- Ivica Frković
- Jozo Dumandžič
- Milovan Zanič: ministro de Justicia.[96][54]
- Osman Kulenović: destacado miembro de la comunidad musulmana bosnia, parte de una poderosa familia local y vicepresidente del NDH.[202]
- Džafer beg Kulenović: hermano de Osman, le sucedió en la vicepresidencia en 1941 y mantuvo el puesto hasta 1945.[87]